# Claudia Tenney
Pour les articles homonymes, voir Tenney.
Claudia Tenney, née le 4 février 1961 à New Hartford (État de New York), est une avocate et femme politique américaine. Membre du Parti républicain, elle est élue représentante de l'État de New York au Congrès des États-Unis en 2016. Battue en 2018, elle récupère son siège à la suite des élections de 2020.

## Biographie

### Famille et carrière professionnelle
Claudia Tenney est la fille de Cynthia Tenney et de John R. Tenney, président du Parti républicain du comté d'Oneida et juge à la Cour suprême de New York. Diplômée de l'université Colgate et de l'université de Cincinnati, elle devient avocate. Elle est également copropriétaire de Mid-York Press, une société d'édition de journaux locaux gratuits fondée par sa famille et située à Clinton,.

### Carrière politique
En 2005, elle se présente à la Surrogate's Court (en) du comté d'Oneida, mais perd la primaire républicaine. Elle remporte la nomination en 2009 mais est battue par le démocrate Louis P. Gigliotti.
Elle est élue à l'Assemblée de l'État de New York en 2010, dans le 105e district. Son district est redécoupé en 2012 et elle est réélue dans le 101e district face au démocrate Daniel Carter.
En 2014, elle se présente à la Chambre des représentants des États-Unis dans le 22e district de l'État de New York. Durant la primaire républicaine de juin, elle affronte le représentant sortant Richard L. Hanna en se positionnant à la droite de Hanna. Elle est battue mais rassemble 47 % des voix. Elle choisit alors de se représenter à l'Assemblée et remporte la primaire de septembre face à Christopher Farber, shérif du comté de Herkimer. Elle est réélue pour un troisième mandat en novembre 2014.

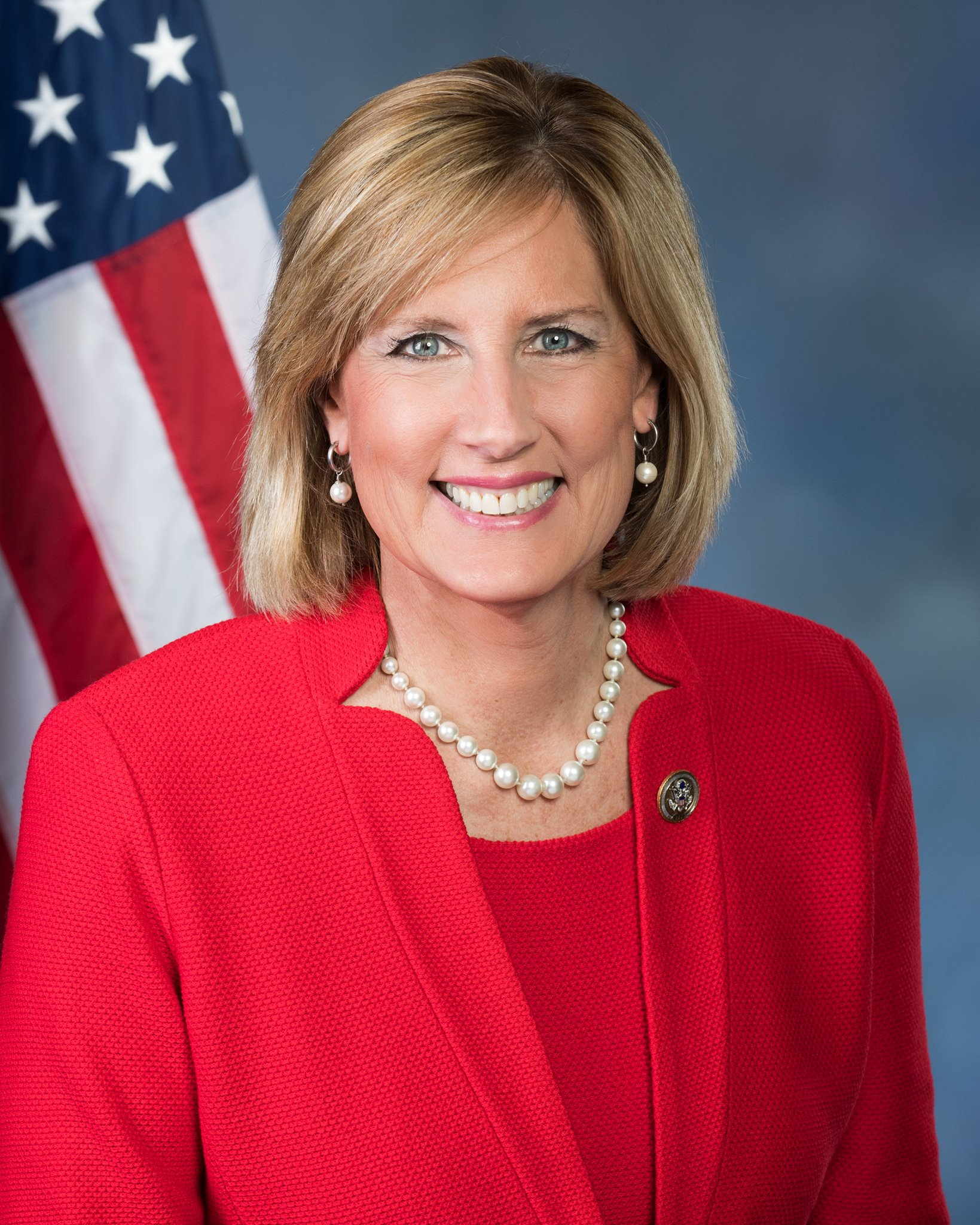
Claudia Tenney en 2017.

Claudia Tenney est à nouveau candidate au Congrès en 2016. Hanna ne se représente pas et elle remporte la primaire avec 41 % des suffrages devant George Phillips (34 %) et Steve Wells (25 %), soutenu par le sortant. Même si le district compte plus de républicains que de démocrates, l'élection s'annonce serrée. Plusieurs sondages la donnent cependant en tête des intentions de vote, dans un district qui préfère Donald Trump à Hillary Clinton,. Elle est élue représentante avec 47 % des voix devant la démocrate Kim Myers (40,4 %) et l'indépendant Martin Babinec (12,6 %). Le même jour, la circonscription donne 16 points d'avance à Donald Trump.
Lors des élections de 2018, elle affronte le démocrate Anthony Brindisi, élu à l'Assemblée de l'État. Ce dernier fait campagne sur son travail bipartisan et son indépendance, recevant le soutien de deux prédécesseurs républicains de Tenney, Sherwood Boehlert et Richard Hanna, tandis que la représentante met en avant sa proximité avec Donald Trump. L'élection devient particulièrement serrée, plusieurs dizaines de millions de dollars sont dépensés. Claudia Tenney est finalement battue, distancée de 4 000 voix par Brindisi (50,9 %).
Claudia Tenney tente de reconquérir son siège à l'occasion des élections de 2020, couplées à l'élection présidentielle, dans un district où Donald Trump reste populaire. Le soir de l'élection, Claudia Tenney est en tête d'environ 28 000 voix, mais plus de 60 000 bulletins par correspondance restent à dépouiller. Le 30 novembre 2020, les chiffres officiels lui donnent 12 voix d'avance sur Anthony Brindisi. Cependant, les résultats de l'élection ne sont pas certifiés, les candidats contestant de nombreux bulletins en justice,. D'autres irrégularités sont découvertes en cours de procédure, comme l'oubli du comté d'Oneida d'inscrire 2 400 électeurs sur les listes électorales ou la découverte de bulletins par correspondance oubliés. Trois mois après les élections, en février 2021, Claudia Tenney est finalement déclarée vainqueure avec 109 voix d'avance sur environ 316 000.

## Positions politiques
Claudia Tenney est une républicaine conservatrice. En 2012, elle est récompensée par le Parti conservateur de l'État de New York (en) pour être l'élue la plus conservatrice de l'Assemblée de New York.